# Schwarzbrauner Würfel-Dickkopffalter
Der Schwarzbraune Würfel-Dickkopffalter (Pyrgus serratulae) ist ein Schmetterling aus der Familie der Dickkopffalter (Hesperiidae).

## Merkmale
Die Falter erreichen eine Flügelspannweite von 22 bis 25 Millimetern. Die Oberseite der Vorderflügel des Männchens weist sehr kleine helle Flecke auf, die auf den Hinterflügeln meist nur schwach oder kaum angedeutet sind. Die Unterseite der Hinterflügel ist olivfarben bis gelbgrün ohne dunklere Sprenkelungen. Bei den Weibchen sind die hellen Flecke noch kleiner, meist sogar nur noch punktförmig. Die Flügeloberseite ist in der Regel messinggelb.
Die Raupe ist zunächst grün bis braungrün mit einem dunkelbraunen Kopf. Nach der dritten Häutung verfärbt sich die Raupe purpurrot bis schwarzbraun.
Die Puppe ist kräftig gezeichnet, die Zeichnung besteht aus dunklen Flecken und Strichen. Die Grundfarbe ist ein helles Braun. Der Kremaster ist relativ breit.

## Geographisches Vorkommen und Verbreitung
Der Schwarzbraune Würfel-Dickkopffalter ist von Nordspanien (mit einigen isolierten weiter südlich gelegenen Vorkommen), durch Mitteleuropa (mit Ausnahme der atlantischen Küstenregionen und England) bis nach Litauen und das klimatisch gemäßigte Asien bis Transbaikalien verbreitet. Im Süden reicht das Vorkommen bis Norditalien (mit einem isolierten Vorkommen im mittleren Apennin), die Balkanhalbinsel und Kleinasien. Man findet ihn in offenen, hügeligen oder bergigen Gebieten, meist auf blumenreichen Magerwiesen mit einzelnen Büschen bis etwa 2400 Meter. Er ist meist selten und kommt nur sehr lokal vor.

## Lebensweise
Die Art ist univoltin; d. h., es wird nur eine Generation pro Jahr gebildet. Die Falter fliegen von Mai bis September, regional z. T. schon ab April. Die Eier werden einzeln über einen gewissen Zeitraum an trockenen, sonnenexponierten Nischen am Fuß von Wacholderbüschen auf Magerrasen abgelegt. Die Raupe lebt nur in niedrigwüchsigen Bereichen von Magerrasen, wobei die Raupennahrungspflanzen frei stehen und nicht von höherwüchsigen Pflanzen überragt sein dürfen. Sie ernährt sich ausschließlich von verschiedenen Fingerkrautarten (Potentilla), die an solchen Stellen meist aus einer Moosschicht wachsen. Die Raupe lebt unter dem Gespinst zwischen zusammen gezogenen Blättern in einer Art Höhlung im Moos zwischen den Fingerkraut-Pflanzen oder an der Erdoberfläche. Im Tiefland überwintert die halb erwachsene Raupe (L4). Das Überwinterungsstadium wird bereits Ende Juli bis Anfang August erreicht. Die Überwinterung erfolgt in einem grauen Kokon. Die Fäden sind etwas gröber als die Fäden in Kokons anderer Arten der Gattung Pyrgus. In höheren Lagen und im Gebirge überwintern auch frühere Stadien (L1 bis L3). Entsprechend kann sich die Raupenentwicklung bis weit in den Sommer hinein ziehen. Entsprechend spät ist anschließend die Flugzeit der Falter. Die in den tieferen Lagen und den Mittelgebirgen überwinternden L4-Raupen werden bereits Ende Februar bis Mitte März aktiv und verpuppen sich bereits im April.

## Gefährdung
Die Art ist in den meisten deutschen Bundesländern gefährdet bis stark gefährdet. In Deutschland insgesamt gilt die Art als stark gefährdet.